# Soosiulus fulgidus
Soosiulus fulgidus är en insektsart som beskrevs av Young 1977. Soosiulus fulgidus ingår i släktet Soosiulus och familjen dvärgstritar. Inga underarter finns listade i Catalogue of Life.